# 아시다 토요오
아시다 토요오(芦田豊雄, 1944년 4월 21일 ~ 2011년 7월 23일)는 일본의 애니메이션 캐릭터 디자이너, 애니메이션 감독 및 감독이다. 오리지널 뱀파이어 헌터 D 애니메이션을 감독했을 뿐만 아니라 은하표류 바이팜, 슈퍼 씽씽캅, 요술공주 밍키 및 에프제로의 캐릭터 디자인을 제공한 것으로 가장 유명했다. 애니메이션 제작 스튜디오인 스튜디오 라이브의 창립자이자 곤 사토시와 함께 일본 애니메이터 연출협회(JAniCA)의 창립자이기도 하다.
그의 디자인은 토리야마 아키라의 디자인과 유사하다. 토요오는 닥터 슬럼프를 작업하면서 자신의 스타일을 얻었다.
그는 또한 텍스 에이버리, 밥 램펫, 플레이셔 브라더스, 하비 커츠먼, 잭 데이비스로부터 많은 영감을 받았다.

## 작품 (캐릭터 디자인 및 애니메이터)
- 클레오파트라 (1970년 영화)
- 알프스 소녀 하이디
- 우주전함 야마토
- 캔디 캔디
- 만화세계 옛이야기
- 얏타맨
- 사이보그 009
- 터무니없는 전사 무테킹
- 마테를링크의 파랑새: 틸틸과 미틸의 모험 여행
- 닥터 슬럼프
- 우주선장 율리시스
- 요술공주 밍키
- 북두의 권
- 슈퍼 씽씽캅
- 슈퍼 그랑죠
- 시간탐험대
- 전설의 용자 다간
- 공상과학세계 걸리버 보이
- 이누야샤
- 에프제로
- 그레네디어
- 극장판 포켓몬스터 AG: 뮤와 파동의 용사 루카리오

## 작품 (감독)
- 태양의 아이 에스테반
- 북두의 권
- 부탁해! 마이멜로디
- 창천항로

## 작품 (프로듀서, 제작 매니저)
- 그레네디어
- 배트맨: 고담 나이트